# HackMaster
HackMaster is een rollenspel dat begonnen is als een fictief spel, een parodie op Dungeons & Dragons dat gespeeld werd door de personages in de strip Knights of the Dinner Table door Jolly R. Blackburn. De personages in de strip spelen HackMaster 3e Editie en men laat doorschemeren dat de naam van het spel veranderd is om auteursrechtelijke redenen.

## Setting
Vanaf de derde editie heet de officiële setting van HackMaster "Garweeze Wurld", een groot continent op de planeet Aldrazar dat gebaseerd is op de aantekeningen van Jolly Blackburn. Het wordt in detail beschreven in de boeken Garweeze Wurld Atlas en Garweeze Wurld Gazeteer.

## Geschiedenis
Kenzer & Company kreeg veel vragen van fans van de strip om HackMaster ook echt als spel op de markt te brengen, maar ging ervan uit dat het nemen van een licentie op Dungeons & Dragons onmogelijk zou zijn. Toen men echter aan Wizards of the Coast vroeg of het mogelijk zou zijn een ervan afgeleid spel te maken, kwam het tot een overeenkomst waardoor in 2001 HackMaster 4e Editie uitkwam, soms ironisch beschreven als het meest realistische en de compleetste set rollenspelregels ter wereld.
Waarschijnlijk kreeg Kenzer & Company het recht om HackMaster te maken nadat Wizards of the Coast het Dragon Magazine Archive computerprogramma uitgaf maar geen toestemming kreeg om veel van de originele artikelen uit Dragon Magazine online te zetten, waaronder de Knight of the Dinner Table strip. Een rechtszaak volgde maar werd buiten de rechtbank geregeld, waarna Kenzer & Co. korte tijd later HackMaster uitgaf. Vanwege deze regeling is K&C verplicht om boeken die gebaseerd zijn op AD&D-materiaal humoristischer te maken dan in de Knights of the Dinner Table strip. Geheel nieuwe uitgaven voor HackMaster vallen niet onder deze beperking die door Wizards of the Coast is opgelegd.
Terwijl Wizards of the Coast een vernieuwing van Dungeons & Dragons doorvoerde om tot de derde editie daarvan te komen, ging Kenzer & Company de andere kant op en ging uit van de eerste en tweede edities van Advanced Dungeons & Dragons (en veel van de uitbreidingen daarvoor, zoals de 1e editie van Unearthed Arcana en Oriental Adventures, en de Skills & Powers-uitbreidingen uit de jaren 90) om er een meer eenvormig systeem van te maken en een parodie-element toe te voegen. Vanwege de strip werd de eerste editie hiervan echter als "vierde editie" uitgegeven.
De Hacklopedia of Beasts, de Hackmaster-versie van de Monster Manual van D&D, werd daarna uitgegeven als 8 losse boeken, die in Amerika elk 19,99 dollar per stuk kosten. Deze boeken zijn niet helemaal nodig in het spel, omdat de gegevens van de monsters uit AD&D ook gebruikt kunnen worden in HackMaster, maar wel handig als aanvulling op de monsterstatistieken die in de avonturen gegeven worden. K&C heeft later nog een Hackmaster Field Guide uitgegeven met daarin de populairdere monsters in één boek.
Sinds het in 2001 uitgegeven werd, is HackMaster uitgegroeid tot een volwaardig rollenspel, met meer dan 40 uitbreidingen. De opvallendste zijn een spelleidersscherm met 32 bladzijden, een character sheet van 16 bladzijden en een tiendelige encyclopedie met monsters.
In 2002 won HackMaster de Origins Award voor Spel van het Jaar 2001.
In 2007 is door Wizards of the Coast de D&D licentie ingetrokken, waardoor de 4e editie niet meer gedistribueerd kan worden. De opvolgende versie is op de markt gebracht onder de naam Hackmaster Basic.